# 中島覚之
中島 覚之（なかじま さだゆき、1882年（明治15年）10月1日 - 没年不詳）は、朝鮮総督府官僚・台湾総督府官僚。旧名は秀太郎。

## 経歴
佐賀県藤津郡八本木村（現在の鹿島市）出身。第五高等学校を経て、1913年（大正2年）、東京帝国大学法科大学独法科を卒業し、同年11月、文官高等試験行政科試験に合格した。司法官試補・釜山地方法院在勤、京城地方法院判事、税関監視官・事務官・仁川税関監視課長・税務課長、平安北道財務部長、仁川府尹、専売局事務官・大邱専売支局長、全州専売支局長などを歴任した。
1927年（昭和2年）、台湾総督府に転じ、専売局参事・煙草課長、高雄州内務部長、新竹州内務部長を務めた。